# Gare d'Ōmiya-kōen
La gare d'Ōmiya-Kōen (大宮公園駅, Ōmiya-Kōen-eki) est une gare ferroviaire japonaise située à Saitama dans la préfecture de Saitama. Elle est gérée par la compagnie Tōbu.

## Situation ferroviaire
La gare d'Ōmiya Kōen est située au point kilométrique (PK) 2,2 de la ligne Tōbu Urban Park.
Elle est composée de 2 voies entourées de 2 quais.
C'est une station japonaise de banlieue classique avec un passage à niveau (PN) en bout de quai.
Les voies en service sont électrifiées sur toute la longueur en 1500V continu.

## Histoire
La gare a été inaugurée le 17 novembre 1929 (Showa 4) sur la ligne Tōbu noda. La compagnie s'appelait le chemin de fer d'Hokusō puis chemin de fer de Sobu en novembre de la même année.
En 1940, la ville d'Ōmiya est créée avec la fusion des villages alentour.
À partir de  mars 1944, la Tōbu reprend l'exploitation de la ligne Noda en absorbant la compagnie du chemin de fer Sōbu.
En 2001 Ōmiya fusionne administrativement avec d'autres villes créant la ville de Saitama.
En 2009 (Heisei 21) la mélodie de départ est installée en gare, et la gestion de la station est transférée a une filiale de la Tōbu : la Tōbu station service.
En 2014 le projet de construire un nouveau bâtiment voyageur est décidé.
En 2016, Le nouveau bâtiment de la gare est ouvert.

## Services aux voyageurs

### Accès et accueil
La gare dispose d'un bâtiment voyageurs, situé sur le coté sud-ouest de la gare accolé au passage à niveau, avec guichet, ouvert tous les jours. L'accès au quai nord se fait via une passerelle couverte.
Les quais sont intégralement sous une marquise.
La gare est équipée de toilettes comme toutes les gares de la ligne. La passerelle est équipée d'ascenseurs et d'escalators.
Des parkings vélos et autos sont présents à proximité de la gare.

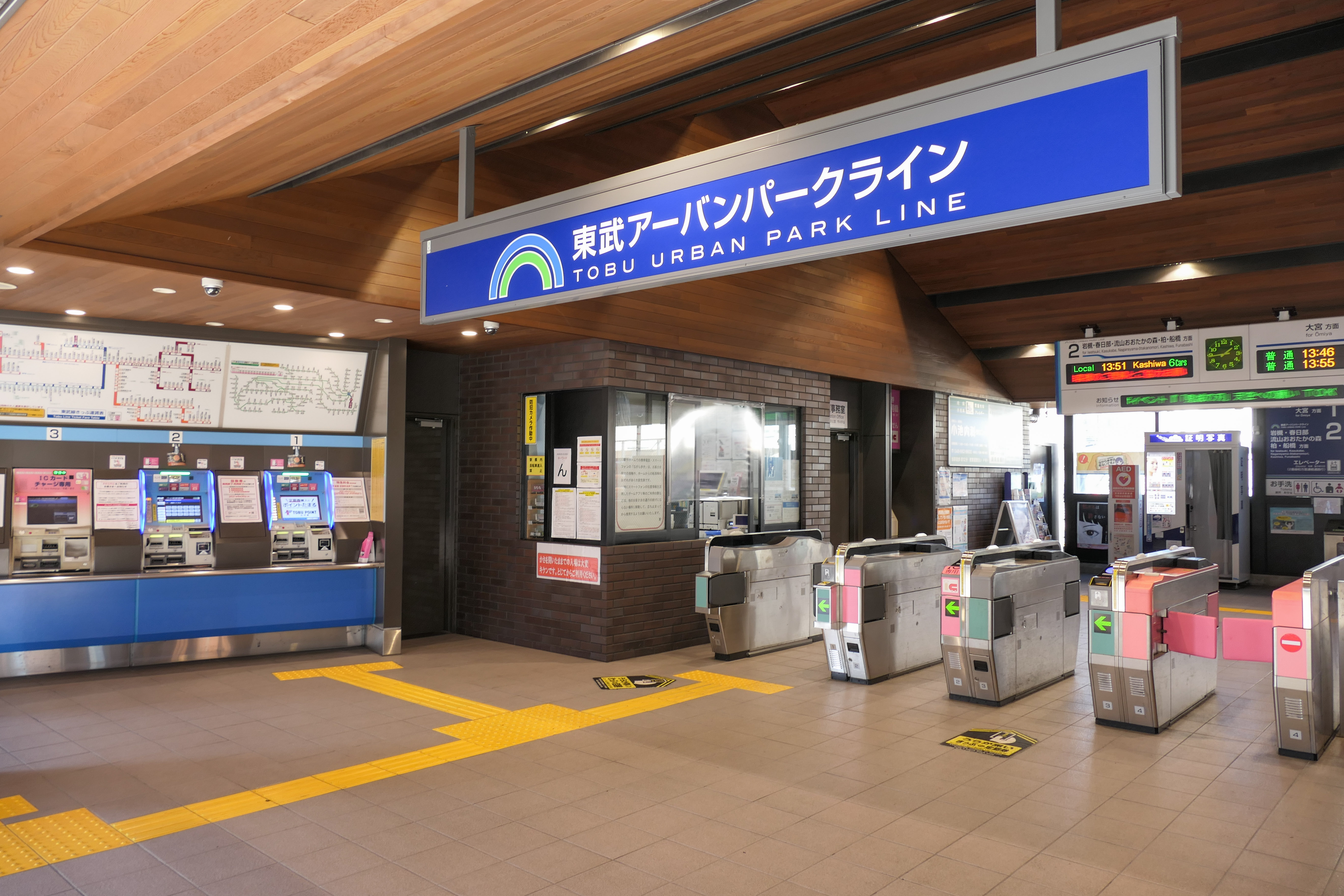
Ligne de controle

## Autour de la gare
La gare est assez mal desservie par la route empêchant les lignes de bus de venir au pied de la gare. Seules quelques petites rues entourent la gare composée de maisons individuelles. Certains bâtiments à 2 ou 3 étages avec magasin au RDC sont présents en nombre. Un ou deux "condo" sont présents, et il faut traverser la route 35 pour trouver des (condominiums)  d'un nouveau quartier.
Le parc d'Ōmiya (大宮公園/Omiya Koen,Koen étant parc) qui donne son nom à la station, est situé à proximité au sud. Il comprend un parc, un lac et des infrastructures sportives dont un vélodrome (Ōmiya Keirin/大宮競輪場), un stade de foot (Stade du parc Omiya/NACK5スタジアム大宮 ), un stade de base-ball (Omiya Park Baseball Stadium/ 大宮公園野球場) et une piscine centre aquatique (Omiya Park Aquatic Center/ 水泳競技場)
Des établissements scolaires sont dans la zone.

### Desserte
La gare d'Ōwada est au niveau du sol et est composée de 2 voies avec 2 quais.
| 1 | TD Ligne Urban Park : | Ōmiya     |
| 2 | TD Ligne Urban Park : | Funabashi |